# بلدة بنزونيا (ميشيغان)
بنزونيا (بالإنجليزية: Benzonia Township, Michigan)‏ هي بلدة تقع بولاية ميشيغان في الولايات المتحدة. تبلغ مساحتها 87.7 (كم²)، وترتفع عن سطح البحر 185 م، بلغ عدد سكانها 2727 نسمة في عام تعداد الولايات المتحدة 2010 حسب إحصاء مكتب تعداد الولايات المتحدة وتصل الكثافة السكانية فيها 37.9 نسمة/كم2.

## وصلات خارجية
- www.benzoniatownship.org
- The US50 - Cities and Towns in Michigan State
- Michigan Cities and Towns, Facts, Map, Flag, Colleges, Government, and More